# Love at First Sight (film 1929)
Love at First Sight è un film del 1929 diretto da Edgar Lewis, prodotto e distribuito dalla Chesterfield Motion Pictures Corporation.

## Produzione
Il film fu prodotto dalla Chesterfield Motion Pictures Corporation.

### Canzoni
Sunshine, Jig-a-Boo Jig, What Is Living Without You?, Love at First Sight: parole e musica di Lester Lee e Charles Levison.

## Distribuzione
Distribuito dalla Chesterfield Motion Pictures Corporation, il film fu presentato in prima il 15 dicembre 1929, uscendo nelle sale statunitensi il 28 gennaio 1930.